# Élections législatives de 1978 en Savoie
Les élections législatives françaises de 1978 se déroulent les 12 et 19 mars 1978. Dans le département de la Savoie, trois députés sont à élire dans le cadre de trois circonscriptions.

## Élus
| Circonscription | Député sortant  | Parti | Parti | Député élu ou réélu | Parti | Parti |
| --------------- | --------------- | ----- | ----- | ------------------- | ----- | ----- |
| 1re             | Louis Besson    |       | PS    | Louis Besson        |       | PS    |
| 2e              | Maurice Blanc   |       | PS    | Michel Barnier      |       | RPR   |
| 3e              | Jean-Pierre Cot |       | PS    | Jean-Pierre Cot     |       | PS    |

## Résultats

### Résultats à l'échelle du département
| Parti                 | Parti                              | Premier tour | Premier tour | Second tour | Second tour | Sièges |
| Parti                 | Parti                              | Voix         | %            | Voix        | %           | Sièges |
| --------------------- | ---------------------------------- | ------------ | ------------ | ----------- | ----------- | ------ |
|                       | Parti socialiste                   | 53 246       | 32,27        | 85 781      | 49,45       | 2      |
|                       | Parti communiste français          | 26 173       | 15,86        | Retrait     | Retrait     | 0      |
|                       | Union de la gauche                 | 79 419       | 48,13        | 85 781      | 49,45       | 2      |
|                       |                                    |              |              |             |             |        |
|                       | Rassemblement pour la République   | 46 354       | 28,09        | 55 405      | 31,94       | 1      |
|                       | Union pour la démocratie française | 26 568       | 16,10        | 32 273      | 18,61       | 0      |
|                       | Divers droite                      | 1 830        | 1,11         |             |             | 0      |
|                       | Majorité présidentielle            | 74 752       | 45,30        | 87 678      | 50,55       | 1      |
|                       |                                    |              |              |             |             |        |
|                       | Écologie 78                        | 7 086        | 4,29         |             |             | 0      |
|                       | Extrême gauche                     | 2 731        | 1,66         | 0           |             |        |
|                       | Extrême droite                     | 1 016        | 0,62         | 0           |             |        |
|                       |                                    |              |              |             |             |        |
| Inscrits              | Inscrits                           | 205 853      | 100,00       | 205 835     | 100,00      | 3      |
| Abstentions           | Abstentions                        | 37 916       | 18,42        | 29 806      | 14,48       |        |
| Votants               | Votants                            | 167 937      | 81,58        | 176 029     | 85,52       |        |
| Blancs et nuls        | Blancs et nuls                     | 2 933        | 1,75         | 2 570       | 1,46        |        |
| Exprimés              | Exprimés                           | 165 004      | 98,25        | 173 459     | 98,54       |        |
| Source : Data.gouv.fr |                                    |              |              |             |             |        |

### Résultats par circonscription

#### Première circonscription (Chambéry - Aix-les-Bains)
| Candidat       | Candidat                   | Parti          | Premier tour | Premier tour | Second tour | Second tour |  |
| Candidat       | Candidat                   | Parti          | Voix         | %            | Voix        | %           |  |
| -------------- | -------------------------- | -------------- | ------------ | ------------ | ----------- | ----------- |  |
|                | Gratien Ferrari            | UDF (PR)       | 22 676       | 36,24        | 32 273      | 49,23       |  |
|                | Louis Besson sortant réélu | PS             | 22 134       | 35,37        | 33 288      | 50,77       |  |
|                | Jean-Claude Benoit         | PCF            | 7 857        | 12,56        |             |             |  |
|                | Jacques Jond               | UDF (CDS)      | 3 892        | 6,22         |             |             |  |
|                | B. Perrière                | Écologie 78    | 3 754        | 6            |             |             |  |
|                | Pierre-Émile Dubiez        | CNIP           | 1 337        | 2,14         |             |             |  |
|                | Georges Mestres            | LO             | 730          | 1,17         |             |             |  |
|                | Jean-Claude Granjon        | UOPDP          | 192          | 0,31         |             |             |  |
|                |                            |                |              |              |             |             |  |
| Inscrits       | Inscrits                   | Inscrits       | 77 492       | 100,00       | 77 483      | 100,00      |  |
| Abstentions    | Abstentions                | Abstentions    | 14 023       | 18,1         | 10 961      | 14,15       |  |
| Votants        | Votants                    | Votants        | 63 469       | 81,9         | 66 522      | 85,85       |  |
| Blancs et nuls | Blancs et nuls             | Blancs et nuls | 897          | 1,41         | 961         | 1,44        |  |
| Exprimés       | Exprimés                   | Exprimés       | 62 572       | 98,59        | 65 561      | 98,56       |  |

#### Deuxième circonscription (Albertville)
| Candidat       | Candidat              | Parti          | Premier tour | Premier tour | Second tour | Second tour |  |
| Candidat       | Candidat              | Parti          | Voix         | %            | Voix        | %           |  |
| -------------- | --------------------- | -------------- | ------------ | ------------ | ----------- | ----------- |  |
|                | Michel Barnier élu    | RPR            | 22 016       | 49,05        | 26 154      | 54,37       |  |
|                | Maurice Blanc sortant | PS             | 11 549       | 25,73        | 21 952      | 45,63       |  |
|                | Marcel Rochaix        | PCF            | 10 151       | 22,62        | Retrait     | Retrait     |  |
|                | Monique Monnerais     | LO             | 1 164        | 2,59         |             |             |  |
|                | M. Mousselard         | Divers droite  | 5            | 0,01         |             |             |  |
|                |                       |                |              |              |             |             |  |
| Inscrits       | Inscrits              | Inscrits       | 57 897       | 100,00       | 57 887      | 100,00      |  |
| Abstentions    | Abstentions           | Abstentions    | 12 153       | 20,99        | 9 144       | 15,8        |  |
| Votants        | Votants               | Votants        | 45 744       | 79,01        | 48 743      | 84,2        |  |
| Blancs et nuls | Blancs et nuls        | Blancs et nuls | 859          | 1,88         | 637         | 1,31        |  |
| Exprimés       | Exprimés              | Exprimés       | 44 885       | 98,12        | 48 106      | 98,69       |  |

#### Troisième circonscription (Chambéry - Saint-Jean-de-Maurienne)
| Candidat       | Candidat                      | Parti          | Premier tour | Premier tour | Second tour | Second tour |  |
| Candidat       | Candidat                      | Parti          | Voix         | %            | Voix        | %           |  |
| -------------- | ----------------------------- | -------------- | ------------ | ------------ | ----------- | ----------- |  |
|                | Pierre Dumas                  | RPR            | 24 338       | 42,29        | 29 251      | 48,92       |  |
|                | Jean-Pierre Cot sortant réélu | PS             | 19 563       | 33,99        | 30 541      | 51,08       |  |
|                | René Vair                     | PCF            | 8 165        | 14,19        |             |             |  |
|                | J.P. Mounissens               | Écologie 78    | 3 332        | 5,79         |             |             |  |
|                | Gino-Pierre Benoit            | Extrême droite | 645          | 1,12         |             |             |  |
|                | Robert Giardina               | LO             | 645          | 1,12         |             |             |  |
|                | Lucien Dettome                | Divers droite  | 488          | 0,85         |             |             |  |
|                | Gilles Billard                | FN             | 371          | 0,64         |             |             |  |
|                |                               |                |              |              |             |             |  |
| Inscrits       | Inscrits                      | Inscrits       | 70 464       | 100,00       | 70 465      | 100,00      |  |
| Abstentions    | Abstentions                   | Abstentions    | 11 740       | 16,66        | 9 701       | 13,77       |  |
| Votants        | Votants                       | Votants        | 58 724       | 83,34        | 60 764      | 86,23       |  |
| Blancs et nuls | Blancs et nuls                | Blancs et nuls | 1 177        | 2            | 972         | 1,6         |  |
| Exprimés       | Exprimés                      | Exprimés       | 57 547       | 98           | 59 792      | 98,4        |  |